# Ivajlo Čočev
Ivajlo Ljudmilov Čočev (bulharsky Ивайло Людмилов Чочев; * 18. února 1993, Pleven, Bulharsko) je bulharský fotbalový záložník a reprezentant, který působí od roku 2024 v bulharském klubu PFK Ludogorec Razgrad.

## Klubová kariéra
- PFK Spartak Pleven (mládež)
- PFK Čavdar Etropole (mládež)
- PFK Čavdar Etropole 2010–2012
- PFK CSKA Sofia 2013–2014
- US Città di Palermo 2014–[1]

## Reprezentační kariéra
Čočev nastupoval za bulharské mládežnické reprezentace od kategorie U17.
V A-mužstvu Bulharska debutoval 8. 6. 2015 v přátelském utkání v Istanbulu proti reprezentaci Turecka (porážka 0:4). Hrál poté v kvalifikaci na EURO 2016 ve Francii, na tento evropský šampionát se Bulharsku postoupit nepodařilo.